# Parchīn-e Pā'īn
Parchīn-e Pā'īn (persiska: پرچين پائین, Parchīn-e Soflá, پَرچينِ سُفلَى, Parchīn-e Pā’īn) är en ort i Iran.   Den ligger i provinsen Ardabil, i den nordvästra delen av landet, 500 km nordväst om huvudstaden Teheran. Parchīn-e Pā'īn ligger 543 meter över havet och antalet invånare är 605.
Terrängen runt Parchīn-e Pā'īn är kuperad. Runt Parchīn-e Pā'īn är det ganska tätbefolkat, med 58 invånare per kvadratkilometer. Närmaste större samhälle är Germī, 15,2 km sydväst om Parchīn-e Pā'īn. Trakten runt Parchīn-e Pā'īn består till största delen av jordbruksmark.